# Josef Maria Schönfelder
Josef Maria Schönfelder (* 8. Juni 1838 in Forchheim; † 23. Juli 1913 in München) war ein deutscher katholischer Theologe.

## Leben
Er studierte Theologie und Philosophie am königlichen Lyzeum in Bamberg und der LMU München. Nach der Promotion zum Dr. theol. 1860 (München) wurde er 1866 Professor der Theologie in Hildesheim. 1867 wurde er Vikar in St. Kajetan. Nach der Habilitation 1869 für das Fach für Exegese durch die Theologische Fakultät der LMU München und dort Privatdozent wurde er 1871 Prediger in St. Michael. Ab 1873 lehrte er als außerordentlicher, ab 1874 als ordentlicher Professor für Alttestamentliche Exegese und biblische Sprachen an der LMU München. 1883 wurde er Kanonikus in St. Kajetan. Von 1887 bis 1888 leitete er als Rektor die LMU München. 1903 erfolgte die Emeritierung.

## Schriften (Auswahl)
- Die Kirchengeschichte des Johannes von Ephesus. München 1862.
- Onkelos und Peschittho. Studien über das Alter des Onkelos'schen Targums. Münster 1869.
- Verlässigkeit des biblischen Urtextes. Rede beim Antritte des Rektorates der Ludwig-Maximilians-Universität am 19. November 1887. München 1887.
- Die Klagelieder des Jeremias nach rabbinischer Auslegung. München 1887, OCLC 936463455.